# Чарниляс (Великопольське воєводство)
Чарниляс (пол. Czarnylas) — село в Польщі, у гміні Пшиґодзиці Островського повіту Великопольського воєводства.
Населення — 1025 осіб (2011).
У 1975-1998 роках село належало до Каліського воєводства.

## Демографія
Демографічна структура станом на 31 березня 2011 року:
|          | Загалом | Допрацездатний вік | Працездатний вік | Постпрацездатний вік |
| -------- | ------- | ------------------ | ---------------- | -------------------- |
| Чоловіки | 481     | 90                 | 348              | 43                   |
| Жінки    | 544     | 111                | 329              | 104                  |
| Разом    | 1025    | 201                | 677              | 147                  |